# 曹楷
曹 楷（そう かい、生没年不詳）は、中国三国時代の魏の皇族。

## 生涯
黄初4年6月17日（223年8月1日）、父の任城王曹彰が没すると中牟県に国替えの上で、その後を継いだ。黄初5年（224年）に任城県、太和6年（232年）に任城郡に改封され、食邑として5県2500戸を与えられた。
青龍3年（235年）、自分の官属を中尚方の元に派遣し禁物を作らせたとして、食邑2000戸を削られた。
正始7年（246年）、済南郡に改封され、3000戸を領した。正元年間、景元年間に続けて加増を受け、食邑は4400戸に昇った。
西晋の時代に当たる泰始年間の初め、宗正の官を経て、皇太后の王元姫が居する崇化宮の少府に任命された。

## 子女
- 曹悌 - 太和5年（231年）、元城王曹礼の後を継いだ。太和6年（232年）、梁王に改封された。以降も加増を受け、食邑は4500戸に昇った[4]。
- 曹温 - 太和5年（231年）、邯鄲王曹邕の後を継いだ。太和6年（232年）、魯陽王に改封された。以降も加増を受け、食邑は4400戸に昇った[5]。

また、『三国志』斉王紀の注に引く『魏氏春秋』によると、魏の第3代皇帝曹芳の実父とされるが、盧弼の『三国志集解』では疑義が呈されている。